# Louis Du Bois
Pour les articles homonymes, voir Dubois et Louis Dubois.
Louis-François Du Bois (d'abord écrit Dubois), né à Lisieux le 16 novembre 1773 et mort au Mesnil-Durand le 9 juillet 1855, est un historien, poète, traducteur, érudit, agronome, homme politique et administrateur français.

## Biographie

### Contexte familial
Louis Du Bois naît en 1773 à Lisieux, où il habite à l’entrée nord des Boucheries, future place Victor-Hugo. Il est le fils d'un marchand de frocs qui se révèle malheureux en affaires. Sa mère, passionnée d'horticulture, lui donnera le goût de cette activité ainsi que, de manière générale, de tous les travaux ruraux. Son oncle maternel, un de Plainville, de vieille noblesse, le prend en amitié et constate la précocité intellectuelle de l'enfant.

### Formation et carrière
Il reçoit d'abord l'instruction de l’abbé Jacques Dufresne, curé du Mesnil-Durand et futur député du clergé aux États généraux, puis celle d'un précepteur. Un autre ecclésiastique, l'abbé Fougère, vicaire de Saint-Julien-le-Faucon, lui enseigne le latin.
Après de brillantes études au collège de Lisieux, où il termine avec succès sa classe de rhétorique, ses parents l'orientent vers la jurisprudence, et il devient en 1791 l'élève de l'avocat lexovien Plancher. Enthousiasmé par les idées révolutionnaires, il délaisse ses études de droit pour le militantisme politique, et se retrouve bientôt secrétaire du club des Girondins de Lisieux. Monté à Paris en 1792, il se lie avec Rouget de Lisle, au point de lui suggérer la correction de deux vers de la Marseillaise, et de rédiger un couplet supplémentaire, dit « couplet des enfants ». Son expérience politique parisienne lui fait prendre les Montagnards en aversion, rejoindre en mai 1793 les proscrits de Caen, et fréquenter brièvement Charlotte Corday.
En 1794, il est chargé par la Convention de recenser les livres confisqués aux couvents et aux châteaux afin de constituer une bibliothèque. Cette activité, qui lui prend deux ans, lui redonne le goût des études, dont celles de jurisprudence qu'il avait temporairement abandonnées et qu'il reprend à Alençon sous la direction de l’avocat Le Fourdrey. En 1799, il obtient par concours, grâce à un mémoire sur l'histoire littéraire et la bibliographie, la place de bibliothécaire de l’École centrale de l’Orne, puis de la ville d’Alençon. Il devient secrétaire du préfet de l'Orne La Magdeleine, en 1805, puis, en 1812, de celui de Trasimène. Il est nommé sous-préfet de Bernay en 1830, de Vitré en 1833, puis de Châteaulin en 1839. Le dernier poste qu'il obtient est celui de secrétaire aux Archives nationales à Paris.
Au terme de sa carrière, le 27 mars 1844, il quitte la capitale et s’installe dans sa petite propriété du Mesnil-Durand, près de Lisieux. Il y demeure jusqu’à sa mort, survenue en juillet 1855. C'est là qu'il achève son Histoire de Lisieux, commencée depuis longtemps, et publiée en 1845.
Louis Du Bois fut entre autres membre de la Société d'émulation d'Alençon, correspondant de la Société d'encouragement pour l'industrie nationale à Paris, membre associé de la Société littéraire de Bourges, de l’Académie des sciences, arts et belles-lettres de Caen, et de la Société d'agriculture et de commerce de Caen. Il fut également chevalier de la Légion d'honneur.

### Arrière-plan politique et philosophique
Girondin pendant la Révolution, il est violemment hostile aux Montagnards, aux émigrés et au clergé réfractaire. Il devient franc-maçon sous l’Empire, et « champion de l’opposition libérale » sous la Restauration, ce qui l’exclut de toute activité officielle. Il se révèle orléaniste sous Louis-Philippe, qui le nomme sous-préfet. D'un point de vue philosophique, Du Bois entretient, toute sa vie durant, un véritable culte pour Voltaire et son œuvre. À ce propos son ami Julien Travers, érudit comme lui et auteur d'une notice nécrologique en 1857, peut dire de lui : « Les religions qu’il avait étudiées avec les préventions de Voltaire, son maître, son poète et son philosophe de prédilection, en avaient fait un déiste consciencieux et tolérant dans ses relations privées, mais trop désireux de faire partager ses convictions et prêt à combattre celles d’autrui, la plume à la main ».

### L'œuvre
Tant par ses origines que par goût, Louis Du Bois se trouve très tôt attiré vers les études locales de Normandie, et y consacre tous ses loisirs. L’Orne, où il commence sa carrière, bénéficie d'une grande partie de ses travaux.
L'œuvre de Louis Du Bois est immense et très variée, et Julien Travers peut dire à son sujet : « Louis Du Bois a trop écrit et sur trop de matières pour n’être pas, sur quelques-unes, léger et superficiel ». Elle comprend des descriptions statistiques et administratives de la Normandie, et en particulier de l'Orne ; des notices et des ouvrages historiques de toutes sortes ; des études agronomiques, archéologiques, dialectologiques, toponymiques et biographiques ; des poésies, etc. Il est également l'auteur d'une traduction, dans la collection Guizot, des Historiæ ecclesiasticæ d’Orderic Vital, sous le titre d'Histoire de Normandie. Du Bois a activement collaboré à bien des recueils ; il a fondé en 1803 et dirigé, de 1806 à 1812, le Journal politique et littéraire de l’Orne, et donné des éditions estimées de quelques auteurs français ; enfin, il a laissé beaucoup d’ouvrages inédits sur tous les sujets. Il a été l’un des collaborateurs de l'édition Dalibon des œuvres complètes de Voltaire.
Parmi tous ses écrits, on en retiendra trois principaux, emblématiques du personnage :

#### Septième couplet de la Marseillaise
Lié avec Rouget de Lisle, Du Bois passe, de façon incertaine, pour être l’auteur du 7e couplet, dit des Enfants, de la Marseillaise, adopté par Rouget de Lisle lui-même et réédité ou chanté par tout le monde, comme son œuvre :
Nous entrerons dans la carrière 

Quand nos aînés n’y seront plus ; 

Nous y trouverons leur poussière 

Et l’exemple de leurs vertus. 

Bien moins jaloux de leur survivre 

Que de partager leur cercueil, 

Nous aurons le sublime orgueil 

De les venger ou de les suivre.
Louis Du Bois en a clairement revendiqué la paternité : « Au mois d'octobre 1792, j'ajoutai un septième couplet qui fut bien accueilli dans les journaux : c'est le couplet des Enfants, dont l'idée est empruntée au chant des Spartiates, rapporté par Plutarque ».
Celle paternité reste néanmoins contestée. Elle l'a été en particulier par G. Lenotre et plus tard par Claude Muller, qui considèrent que le véritable auteur en est l'abbé Antoine Pessonneaux. Ce couplet a aussi été attribué à André Chénier ou à son frère Marie-Joseph,.

#### Glossaire du patois normand
Plus qu’octogénaire, Du Bois avait montré à son ami l’érudit Julien Travers un Glossaire du patois normand vers la fin du XVIIIe siècle et le pria de lui chercher un éditeur. Occupé qu’il fut toute sa vie à d’autres compositions, il n’avait pu y mettre la dernière main et avait vu avec peine sa publication devancée par le Dictionnaire du patois normand que firent paraître, en 1849, Alfred et Edelestand du Méril. Travers l’augmenta des deux tiers et le publia en 1856,.

## Distinctions
- Chevalier de la Légion d'honneur.

## Publications
- Voyage à Mortain, en vers et en prose, 1800, in-12 ;
- Cupidon corrigé, ou L’Amour devenu franc-maçon, pot-pourri, 1800, in-18 ;
- Ode à la Concorde, Alençon, 1800, in-8o ;
- La Délivrance de l’Italie, ode imitée de l’italien de V. Monti, Alençon, 1801, in-8o ;
- La Paix. Stances, Alençon, 1801, in-8o ;
- Couplets chantés au banquet des membres du Lycée d’Alençon, réunis pour célébrer la paix générale, le 20 germinal an X, Alençon, 1802, in-8o ;
- Notice historique et littéraire sur Dufriche de Valazé, député à la Convention nationale, Paris, Goujon, 1802, in-8o ; 1811, in-8o ;
- Dissertation sur les échecs, 1803, in-8o. (Réimprimé, avec des additions, dans le Magasin encyclopédique de 1806) ;
- Du pommier, du poirier et du cormier, considérés dans leur histoire, leur physiologie et les divers usages de leurs fruits, etc., Paris, Marchant, 1804, 2 vol. in-12 ;
- Cantique maçonnique, Alençon, 1804, in-8o ;
- Les Frères, vaudeville maçonnique, chanté au banquet de la Saint-Jean d’été Alençon, 1804, in-8o ;
- Hommages à Duronceray [Satire], Caen, 1805, in-8o ;
- Réponse de Lucius Dubitalor à Laigneau-Duronceray, à l’occasion d’un article inséré dans le Journal de Paris, du 21 frimaire, 1805, in-8o ;
- Le Triomphe de nos frères d’armes, cantique maçonnique, Alençon, 1805, in-8o ;
- Contes en vers, Paris, 1805, in-8o ; Paris, Dabin, 1811, in-8o ;
- Les Visiteurs, vaudeville maçonnique, Alençon, 1807, in-8o ;
- La Paix, hommage maçonnique à Napoléon et à la victoire, Alençon, 1807, in-8o ;
- Célébration solennelle de la fête de la Penderie. Chantier de la forêt d’Ecousses. 26 juin 1808, Alençon, 1808, in-8o ;
- La Fidélité. Hommage maçonnique à la loge de la Fidélité. Orient d’Alençon, Alençon, 1808, in-8o ;
- Annuaire historique, statistique et administratif de département de l’Orne. Alençon ; Paris, Marchant, 1808-1811, 5 vol. in-12, avec caries et tableaux (Anonyme) ;
- Geneviève et Siffrid, correspondance inédite du VIIIe siècle, Paris, Lhuillier, 1810, 2 vol. in-12 ;
- Des melons, de leurs variétés et de leur culture, Paris, Colas, 1810, in-12 ;
- La Réception de l’amour, au grade d’apprenti, scène maçonnique, composée en forme de potpourri, Valenciennes, H.-J. Prignet, 1810, in-12 ;
- Les Mystères, vaudeville maçonnique, Alençon, 1810, in-8o ;
- Notice biographique et littéraire sur Odolant-Desnos, Alençon, 1810, in-8o ;
- Le Barde neustrien, hommage poétique à S. M. Napoléon, visitant les départements de la basse Normandie, 1811, in-8o ;
- Notice sur M. le baron de Maupetit, Alençon, 1811, in-8o ;
- L’Avenue des Chalets, Elégie, Alençon, 1812, in-8o ;
- Dissertation sur les bains de Bagnoles-de-l'Orne, 1813, in-8o ;
- Dissertation sur le camp du Châtelier, près de Séez, considéré comme n’étant pas un monument romain, 1813, in-8o ;
- De la conduite de Le Hennuyer en 1372. Défense de ma Dissertation de 1817 et de mon opinion sur cet évêque. [Signé : —. Suivi de : De l’inquisition française, notamment en Normandie. Composé en réponse à un écrit anonyme : Recherches historiques et critiques sur Jean Lehennuyer, évêque et comte de Lisieux, Lisieux, Pigeon, 1842, in-8o ; et à un article sur cet écrit, qui a paru en décembre 1842 dans Le Normand, journal de Lisieux. La Dissertation de Louis Dubois a paru dans Le Mercure du 27 septembre 1817, et a été reproduite dans les Archives normandes de 1824.] Rambouillet, Raynal, 1843, in-8o ;
- Des moyens de diminuer la consommation des subsistances par l’emploi plus économique des substances alimentaires, Châtillon-sur-Seine, Cornillac, 1817, in-12 ;
- Arrivée et séjour à Lisieux de MM. Dupont (de l’Eure) et Bignon, Paris, 1820, in-8o ;
- Mémoire sur la nécessité d’établir un tribunal dans la ville de Vimoutiers, Alençon, 1820, in-8o ;
- Réponse à M. Lemoine, avocat à Lisieux, Caen, 1820, in-8o ;
- Mémoire sur la route de Rouen à Falaise, à ouvrir par la ville de Vimoutiers, de préférence au bourg de Livarot, Alençon, 1820, in-8o (Anonyme) ;
- Notice sur M. Losier, ancien curé de Moyaux (Calvados), décédé le 15 avril 1820, Paris, 1820, in-8o ;
- Notice sur Monique Sacquet, veuve de P. L. Othon, condamnée à mort pour empoisonnement, à Caen, le 2 décembre 1820, Paris, 24 décembre 1820, in-8o ;
- Pratique simplifiée du jardinage à l’usage, Paris, Raynal, 1821, in-12 ; 2e édition, augmentée d’un Traité sur la récolte, la conservation et la durée des graines ; et la manière de détruire les animaux et les insectes nuisibles au jardinage, 1823, in-12 ; 3e édition, revue dans sa totalité et augmentée de détails sur les arbres, les fleurs et les arbustes d’agrément. 1824, in-12 ; 4e édition, revue dans sa totalité, et augmentée... de considérations sur la végétation en général, et sur le jardinage en particulier, 1825, in-12 ; 5e édition revue dans sa totalité, et augmentée, Paris, Bourayne, 1835, in-12, avec une gravure ;
- Étrennes d’économie rurale et domestique, contenant des anecdotes, des morceaux d’agriculture, de morale, de médecine, de pharmacie, etc., Paris, Raynal, 1821, in-24 ;
- Adhésion des marchands et négociants des villes de Lisieux et Bernay aux mémoires de la ville de Vimoutiers pour l’obtention d’un tribunal de commerce, Lisieux, 1821, in-8o ;
- Le Duc d’Alençon, ou Les frères ennemis, tragédie en trois actes, par Voltaire. [Même sujet qu’Adélaïde Duguesclin, mais en trois actes, et sans rôle de femme.] Ouvrage inédit, publié pour la première fois à Alençon, Poulet-Malassis ; Paris, Pluquet ; Brissot-Thivars, 1821, in-8o ;
- Vaux-de-vire d’Olivier Basselin, poète normand de la fin du XIVe siècle  ; suivis d’un choix d’anciens vaux-de-vire, de bacchanales et de chansons, poésies normandes, soit inédites, soit devenues excessivement rares ; publiées avec des dissertations, des notes et des variantes, Caen, Poisson ; Paris, Pluquet, 1821, in-8o ;
- L’École du jardin potager, suivi du Traité de la culture des pêchers par de Combles. 6e édition, mise en ordre, enrichie de notes et d’observations, Paris, Raynal, 1822, 3 vol. in-12 ;
- Étrennes libérales pour l’année 1822, avec portrait, Paris, Raynal, 1821, in-18. (Anonyme) ;
- Lettres sur l’Italie, écrites en 1783 par C. M. J. B. Mercier Dupaty. Nouvelle édition, augmentée d’une Notice sur la vie et les écrits de l’auteur, Paris, Verdière, 1824, 2 vol. in-18, avec un portrait, 2 cartes et 27 planches ; Lisieux, janvier 1818, in-8o ;
- Cours complet et simplifié d’agriculture et d’économie rurale et domestique, t. II, III et IV, Paris, Raynal, 1824, 3 vol. in-12 ; t. I, IV et VI., 1825, 3 vol. in-12 ; 2e édition, 1830-1831, 8 vol. in-12, avec planches ; 2e édition, revue et augmentée de plus d’un tiers, Paris, Bourayne, 1835, 8 vol. in-12, avec planches ;
- Résumé de l’histoire de Normandie, Paris, Babeuf, 1824, in-18, avec une planche ;
- Archives de la Normandie, historiques, monumentales, littéraires et statistiques, Caen, Mancel ; Paris, Raynal, 1824, in-8o, avec des planches. —Archives annuelles... 1826. Caen, Mancel, 1826, in-8o, avec une planche ;
- Histoire civile, religieuse et littéraire de l’abbaye de la Trappe et des autres monastères de la même observance qui se sont établis tant en France que dans les pays étrangers, avant et depuis la révolution de 1789, et notamment de l’abbaye de Mellerai ; suivie de chartes et d’autres pièces justificatives, la plupart inédites, Paris, Raynal, 1824, in-8o, avec une planche ;
- Histoire de Normandie par Orderic Vital, traduite en français, avec des notes et des corrections inédites, Paris et Caen, 1826-1827, 4 vol. in-8o ;
- Recours en grâce par Monique Sacquet... dont le pourvoi a été rejeté le 28 décembre, Paris, 29 décembre 1828, in-8o ;
- Itinéraire descriptif, historique et monumental des cinq départements composant la Normandie ; précédé du Précis historique et de la géographie de cette province, et suivi, 1° du Dictionnaire de toutes les villes, bourgs et communes ; 2° de la Biographie alphabétique, [dans le volume on lit : Nomenclature alphabétique...] de tous les auteurs et artistes normands. [1re et 2e parties.] Caen, Mancel ; Paris, Ponthieu ; Rapilly, 1828, in-8o, avec un Atlas de 44 planches ;
- L’Amateur de fruits, ou L’art de les choisir, de les conserver et de les employer, Paris, 1829, in-12 ;
- Aux mânes de Mme Caroline Focet, née LeberIre, improvisation élégiaque, Bernay, 1831, in-8o ;
- Nouvelle pratique simplifiée du jardinage, 5e édition, revue dans sa totalité, augmentée, Rambouillet, Raynal ; Paris, Roret, 1837, in-12 ;
- Nouvelle encyclopédie du cultivateur, ou Cours simplifié d’agriculture, 2e édition, revue et augmentée de figures. Rambouillet, Raynal ; Paris, Roret, 1838, 8 vol. in-12. t. IX. Supplément. 1843, in-12 ;
- Charlotte de Corday. Essai historique offrant enfin des détails authentiques sur la personne et l’attentat de cette héroïne  ; avec pièces justificatives, portrait et fac-similé, Paris, Techener, 1838, in-8o ;
- Madame de Sévigné et sa correspondance relative à Vitré et aux Rochers. Recherches nouvelles sur les lieux, les faits et les personnages dont elle a parlé ; suivies de sept lettres qui ne se trouvent pas dans les recueils de ses œuvres, Vitré, veuve Antignac ; Paris, Techener, 1838, in-8o ;
- Notice sur la ville de Laguerche, Vitré, 1839, in-8o ;
- Essai sur l’histoire de la ville de Vitré et de ses seigneurs, jusqu’à l’époque de la révolution de 1789, Vitré, veuve Antignac ; Paris, Techener, 1840, in-8o ;
- L’Enfance et la mort de ma fille. Elégie, Rambouillet, Raynal, 1842, in-16 ;
- Recherches archéologiques, historiques, biographiques et littéraires sur la Normandie, [contient : La Délivrance de Salerne, poème de La Harpe], Rambouillet, Raynal ; Paris, Dumoulin, 1843, in-8o ;
- Réponse aux articles de M. Buchon, intitulés : Détails inconnus sur l’affaire du duc d’Enghien, extraits d’une Conversation du roi Joseph-Napoléon, lesquels ont été insérés dans les feuilletons du journal La Presse, des 9 et 10 septembre et 1er octobre 1843, Paris, 1843, in-8o ;
- De mademoiselle Lenormand et de ses deux biographies récemment publiées, Rambouillet, Raynal ; Paris, France, 1844, in-18 ;
- Recherches historiques et physiologiques sur la guillotine, et Détails sur Sanson. Ouvrage rédigé sur des pièces officielles, Rambouillet, Raynal ; Paris, France, 1844, in-8o, avec une planche ;
- L’Économie rurale de Columelle. Traduction nouvelle, Paris, Panckoucke, 1845, 2 vol. in-8o. t. III. 1846, in-8o. (Bibliothèque latine française, 2e série.) ;
- Nouvelle pratique simplifiée du jardinage, 6e édition. Toul, veuve Bastien ; Paris, Roret, 1845, in-18, avec une planche ;
- Histoire de Lisieux et de l’arrondissement, Lisieux, Durand, 1845-1847, 2 vol. in-8o, avec gravures ;
- Louis Du Bois, ancien sous-préfet, à ses concitoyens du Calvados [Circulaire électorale.], Lisieux, 1848, in-8o ;
- Notice sur la Marseillaise et sur Rouget de l’Isle, Lisieux, 1848, in-8o ;
- Biographie normande. Notice sur le chevalier Clieu, et Bibliographie du café, Caen, Hardel, 1850, in-8o. (Extrait des Mémoires de l’Académie des sciences, arts et belles-lettres de Caen) ;
- Ballades normandes, Lisieux, Letemplier, 1854, in-12 ;
- Guide du voyageur sur le chemin de fer de Paris à Caen, par Manies, Evreux, Bernay et Lisieux ; avec une Notice sur chaque station. Lisieux, 1855, in-8o ;
- Notice sur le chevalier de Clieu et Bibliographie du café, Caen, 1855, in-8o ;
- Planches de Seba (Locupletissimi rerum naturalium thesauri accurata descriptio), accompagnées d’un texte explicatif mis au courant de la science.
- Discours à l’École Centrale de l’Orne, 1799.
- Notice historique et littéraire sur Valazé, membre de la Convention Nationale, condamné à mort par le Tribunal Révolutionnaire, le 10 Brumaire an II, chez Goujon fils, Imprimeur-libraire, Paris, an XI (1802); 27 p., in-8o.
- Annuaire statistique, historique et administratif du département de l’Orne, pour 1808, Imprimerie de la Préfecture et des autres Autorités, Alençon, 1808.
- Notice sur les bains de Bagnoles, impr. Malassis le jeune, Alençon, 1813.
- Dissertation sur le Camp du Châtelier près Sées, 1813.
- Mémoire sur la nécessité d’établir un tribunal de Commerce à Vimoutiers, 1820.
- Histoire civile, religieuse et littéraire de la Trappe, 1824.
- Résumé de l'histoire de Normandie, E. Babeuf, Paris, 1825 ; 319 p., in-24.
- Orderic Vital, Histoire de Normandie, éd. François Guizot, trad. Louis Du Bois, 4 tomes, 1825-1827.
  - Réédition en fac-similé, Charles Corlet, Condé-sur-Noireau, 2001-2002.
  - Réédition en 5 tomes, Paleo, Clermont-Ferrand, 2003-2004, t. 1 :  (ISBN 2849090328) ; t. 2 :  (ISBN 2849090506) ; t. 3 :  (ISBN 2849090549) ; t. 4 :  (ISBN 2849090670) ; t. 5 :  (ISBN 2849090689).
- Pratique simplifiée du jardinage, à l'usage des personnes qui cultivent elles-mêmes un petit domaine contenant un Potager, un Verger, des Espaliers, un Jardin Paysager, des Serres, des Orangeries, et un Parterre; suivie d'un Traité sur la récolte, la conservation et la durée des Graines et sur la manière de détruire les Animaux et les Insectes nuisibles au Jardinage. — Cinquième édition, revue dans sa totalité, et augmentée de détails sur les Fleurs, les Arbres et les Arbustes d'agrément, et de considérations sur la Végétation en général, et sur le jardinage en particulier, Paris, 1828 ; VIII-477 p., in-8o.
- Itinéraire descriptif, historique et monumental des cinq départements de la Normandie, 2 vol., Mancel, Caen, 1828.
- Histoire de Lisieux, Durand, Lisieux, 1845, 2 vol.
- Notice sur la Marseillaise, Lisieux, Durand, 1848 ; 16 p. — Lire ce texte mis en ligne par la Médiathèque de Lisieux.
- Ballades normandes, Impr. de Letemplier, Lisieux, 1853 ; 40 p., in-12°.
- Glossaire du patois normand, A. Hardel Éditeur, Caen, 1856 [posthume, édition assurée par Julien Travers]. — Lire ce texte mis en ligne par la Médiathèque de Lisieux.
- Bibliographie des œuvres de Louis Du Bois conservées à la Bibliothèque municipale de Lisieux.

## Pour approfondir